# ماهریراتی
ماهریراتی (به لاتین: Maheriraty) یک منطقهٔ مسکونی در ماداگاسکار است که در فرافنگانا واقع شده‌است. ماهریراتی ۲٬۰۰۰ نفر جمعیت دارد و ۲۱ متر بالاتر از سطح دریا واقع شده‌است.